# Bloye
Bloye [blɔj] est une commune française située dans le département de la Haute-Savoie, en région Auvergne-Rhône-Alpes. Elle fait partie de l'Albanais et du canton de Rumilly.

## Géographie

### Localisation et communes limitrophes
La commune de Bloye se trouve dans le sud-ouest du département de la Haute-Savoie, en région Auvergne-Rhône-Alpes. À vol d’oiseau, elle se situe à 16,7 km au sud-ouest d’Annecy, préfecture du département, ainsi qu’à respectivement 45,5 km, 36,8 km et 73,3 km au sud-ouest des trois sous-préfectures (Bonneville, Saint-Julien-en-Genevois et Thonon-les-Bains). Le chef-lieu de canton est Rumilly, commune limitrophe au nord de Bloye au nord.
La commune se situe au sud de la communauté de communes Rumilly Terre de Savoie.
Bloye est limitrophe de cinq autres communes. Excepté Entrelacs au sud, qui est en Savoie et dépend de la Communauté d'agglomération Grand Lac, les autres communes sont rattachées à la communauté de communes Rumilly Terre de Savoie.

### Communes limitrophes
|          | Rumilly   | Marigny-Saint-Marcel |
| Massingy | Bloye     | Saint-Félix          |
|          | Entrelacs |                      |

### Géologie et relief
La superficie de la commune est de 440 hectares ; son altitude varie de 352  à   494 mètres, le point culminant se situant à la limite de la commune avec Massingy.

### Hydrologie

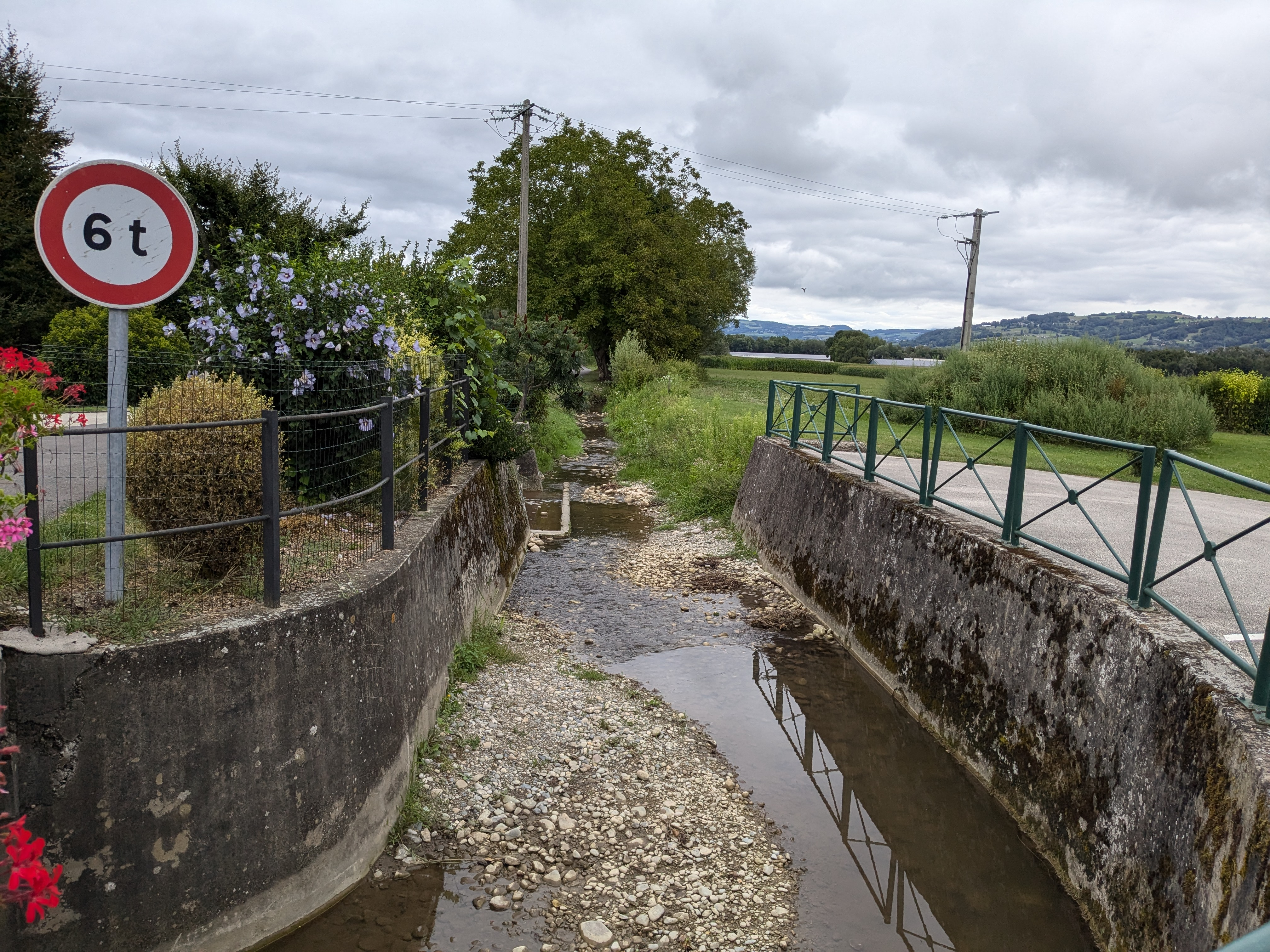
Le Dadon, qui coule sur la commune.

### Climat
La situation géographique de Bloye soumet la commune à un climat tempéré continental. Les amplitudes thermiques sont modérées, caractérisées par des étés modérément chauds et des hivers frais. La pluviométrie est assez équilibrée, mais des déficits hydriques ne sont pas à exclure selon les années, en période estivale notamment. On constate toutefois une dégradation des conditions climatiques depuis le littoral vers l’intérieur des terres. Cela se manifeste par une atténuation des vents, des hivers un peu plus froids avec des gelées plus persistantes dans certaines zones exposées, des précipitations moyennes annuelles moindres que dans le reste de la Savoie, des orages d’été plus ou moins violents.
La station météorologique de Météo-France installée sur la commune et mise en service en 1995 permet de connaître en continu l'évolution des indicateurs météorologiques. Le tableau détaillé pour la période 1981-2010 est présenté ci-après.
| Mois                                  | jan.           | fév.           | mars          | avril         | mai           | juin          | jui.          | août         | sep.           | oct.          | nov.           | déc.          | année      |
| ------------------------------------- | -------------- | -------------- | ------------- | ------------- | ------------- | ------------- | ------------- | ------------ | -------------- | ------------- | -------------- | ------------- | ---------- |
| Température minimale moyenne (°C)     | −1,8           | −1,4           | 1,2           | 4,3           | 9,2           | 12,3          | 13,6          | 13,6         | 9,9            | 6,9           | 1,7            | −1,2          | 5,7        |
| Température moyenne (°C)              | 1,8            | 3,4            | 7,1           | 10,7          | 15,5          | 19,1          | 20,6          | 20,3         | 16             | 12            | 5,8            | 2,1           | 11,2       |
| Température maximale moyenne (°C)     | 5,5            | 8,3            | 13            | 17,1          | 21,9          | 25,9          | 27,6          | 27           | 22,1           | 17,2          | 9,9            | 5,4           | 16,8       |
| Record de froid (°C) date du record   | −13,5 30.01.04 | −16,1 05.02.12 | −12 01.03.05  | −5,8 08.04.21 | −0,9 07.05.19 | 2 01.06.06    | 6 13.07.00    | 5 30.08.1998 | 0,3 30.09.1995 | −6 31.10.1997 | −12,5 27.11.05 | −14 20.12.09  | −16,1 2012 |
| Record de chaleur (°C) date du record | 17 02.01.03    | 20,7 24.02.21  | 25,2 31.03.21 | 29 21.04.18   | 34 29.05.01   | 37,1 27.06.19 | 37,5 31.07.20 | 40 13.08.03  | 31,8 13.09.16  | 27,5 07.10.09 | 22,7 02.11.20  | 20,5 07.12.00 | 40 2003    |
| Précipitations (mm)                   | 93,1           | 85,1           | 98,5          | 96,9          | 90,3          | 93,5          | 81            | 119,2        | 97,1           | 113,2         | 119,5          | 102,5         | 1 189,9    |

### Voies de communication et transports
Liaisons aériennes
Deux aéroports sont situés à moins de 30 minutes de Bloye. Au nord-est, l’aéroport d’Annecy est principalement dédié à l’aviation d’affaires, tandis que celui de Chambéry, au sud, propose des liaisons régulières vers l’international, notamment vers les Pays-Bas et le Royaume-Uni.
Infrastructures routières
En raison de sa petite taille, Bloye ne dispose que d’une petite vingtaine de rues. Elle est coupée en quatre par trois routes principales. La RD 910, qui relie Entrelacs à Frangy, coupe le territoire communal dans le sens sud/nord, tandis que les RD 240 et RD 153, entre Marigny-Saint-Marcel et Massingy, traverse la commune dans le sens est/ouest.
Transport ferroviaire

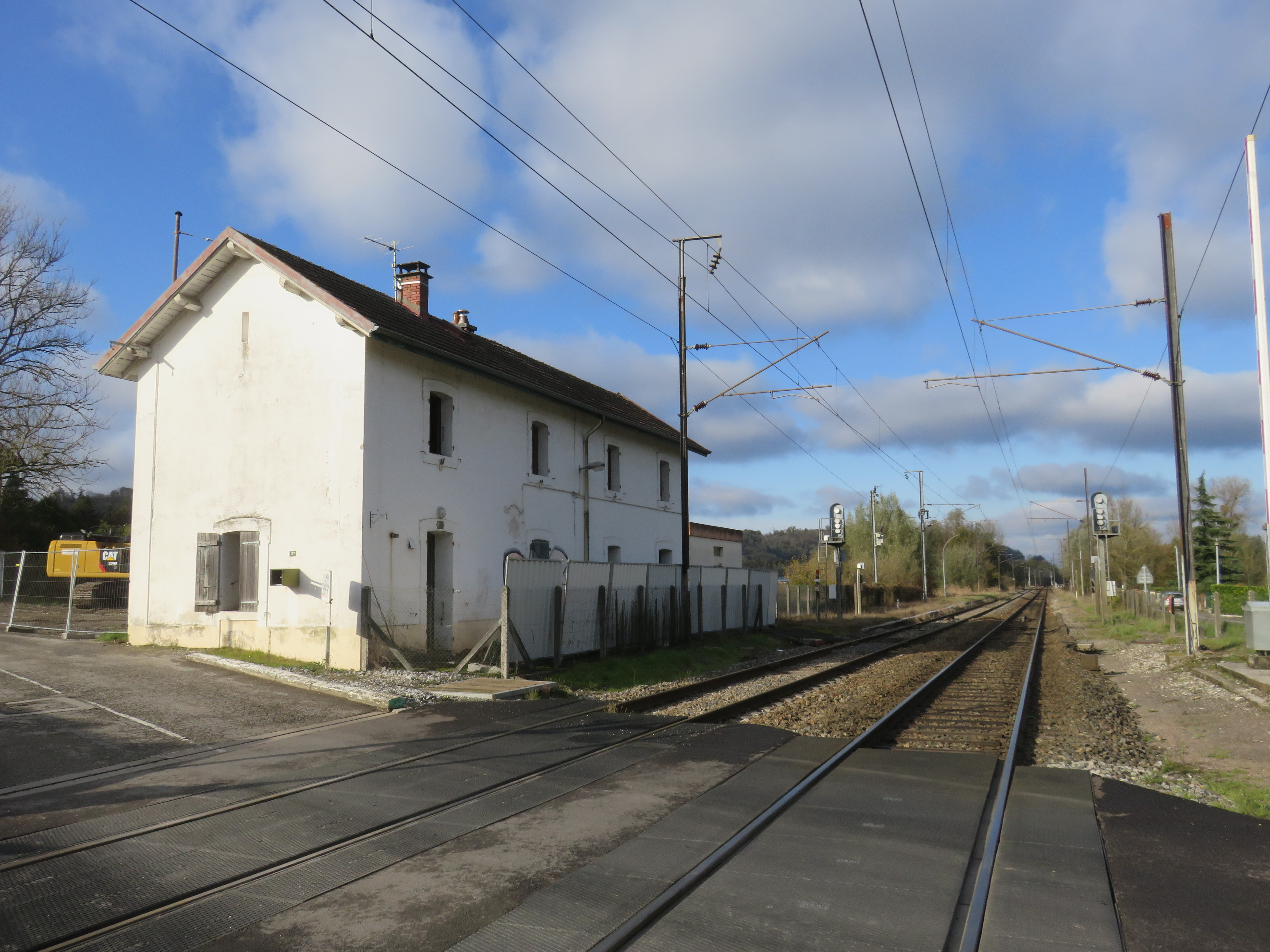
La gare de Bloye, quelques heures avant sa démolition en novembre 2019.

Bloye a, pendant longtemps, disposé d’une gare sur son territoire. Installée sur la ligne d’Aix-les-Bains-Le Revard à Annemasse et située entre les gares d’Albens et de Rumilly, elle est alors la première gare rencontrée en entrant en Haute-Savoie. Fermée dans les années 1990, elle est transformée en maison d’habitation, puis détruite en novembre 2019,.
Les gares les plus proches sont donc celles d’Albens au sud et de Rumilly au nord, toutes deux situés à la même distance (5,3 km). Depuis ces dernières, il est possible d’emprunter les TER de la région Auvergne-Rhône-Alpes en provenance d’Annecy et à destination de Chambéry, Lyon, Grenoble ou encore Valence.
Transports en commun

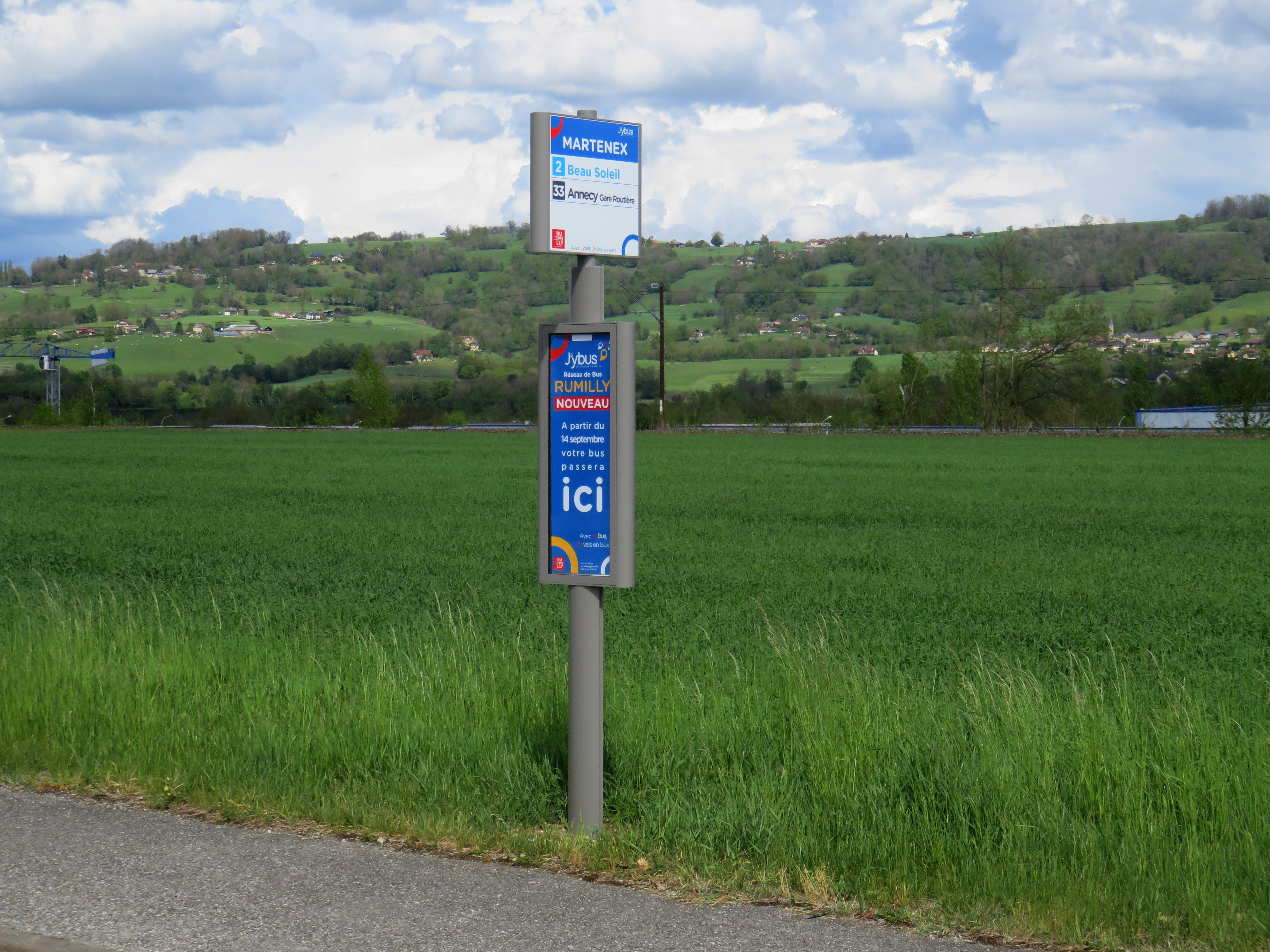
L’arrêt de bus Martenex est situé au nord de Bloye.

La commune n’est pas desservie par les services de transports en commun mis en place par la communauté de communes Rumilly Terre de Savoie. Toutefois, à quelques kilomètres au nord de la commune, il est possible d’emprunter la ligne 2 du réseau J’ybus, qui traverse Rumilly du sud au nord, à l’arrêt Martenex.
Au sud, la ligne 40 du réseau Sibra dispose de son terminus dans le chef-lieu d’Entrelacs et permet de rejoindre Annecy en passant par Alby-sur-Chéran.

## Urbanisme

### Typologie
Au 1er janvier 2024, Bloye est catégorisée commune rurale à habitat dispersé, selon la nouvelle grille communale de densité à sept niveaux définie par l'Insee en 2022.
Elle est située hors unité urbaine. Par ailleurs la commune fait partie de l'aire d'attraction d'Annecy, dont elle est une commune de la couronne,. Cette aire, qui regroupe 79 communes, est catégorisée dans les aires de 200 000 à moins de 700 000 habitants,.

### Occupation des sols
L'occupation des sols de la commune, telle qu'elle ressort de la base de données européenne d’occupation biophysique des sols Corine Land Cover (CLC), est marquée par l'importance des territoires agricoles (80,7 % en 2018), une proportion sensiblement équivalente à celle de 1990 (80,4 %). La répartition détaillée en 2018 est la suivante : 
zones agricoles hétérogènes (59,2 %), terres arables (17,6 %), espaces verts artificialisés, non agricoles (8,1 %), zones humides intérieures (5,7 %), forêts (4,3 %), prairies (3,9 %), zones industrielles ou commerciales et réseaux de communication (1,2 %).
L'IGN met par ailleurs à disposition un outil en ligne permettant de comparer l’évolution dans le temps de l’occupation des sols de la commune (ou de territoires à des échelles différentes). Plusieurs époques sont accessibles sous forme de cartes ou photos aériennes : la carte de Cassini (XVIIIe siècle), la carte d'état-major (1820-1866) et la période actuelle (1950 à aujourd'hui).

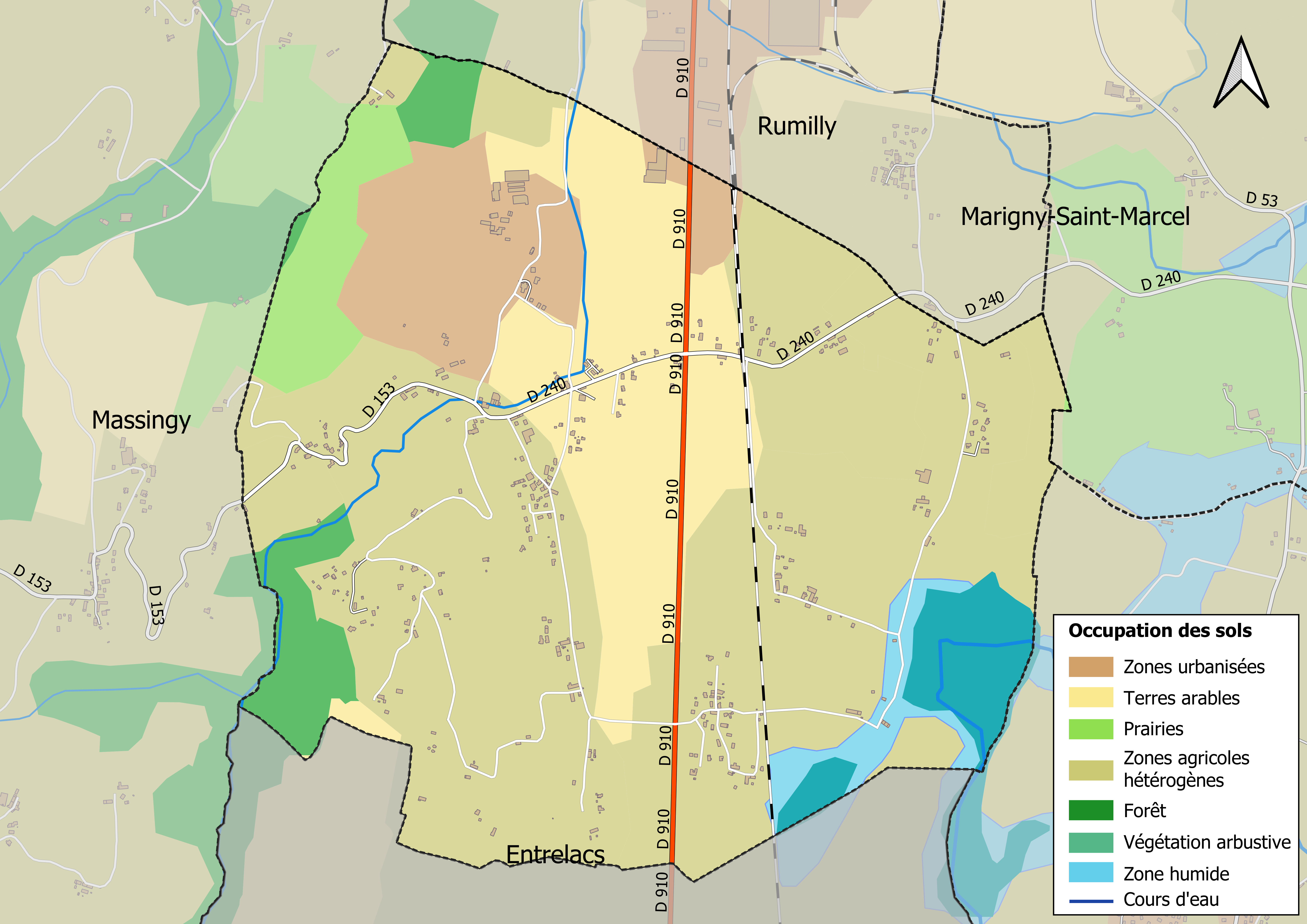
Carte des infrastructures et de l'occupation des sols en 2018 (CLC) de la commune.
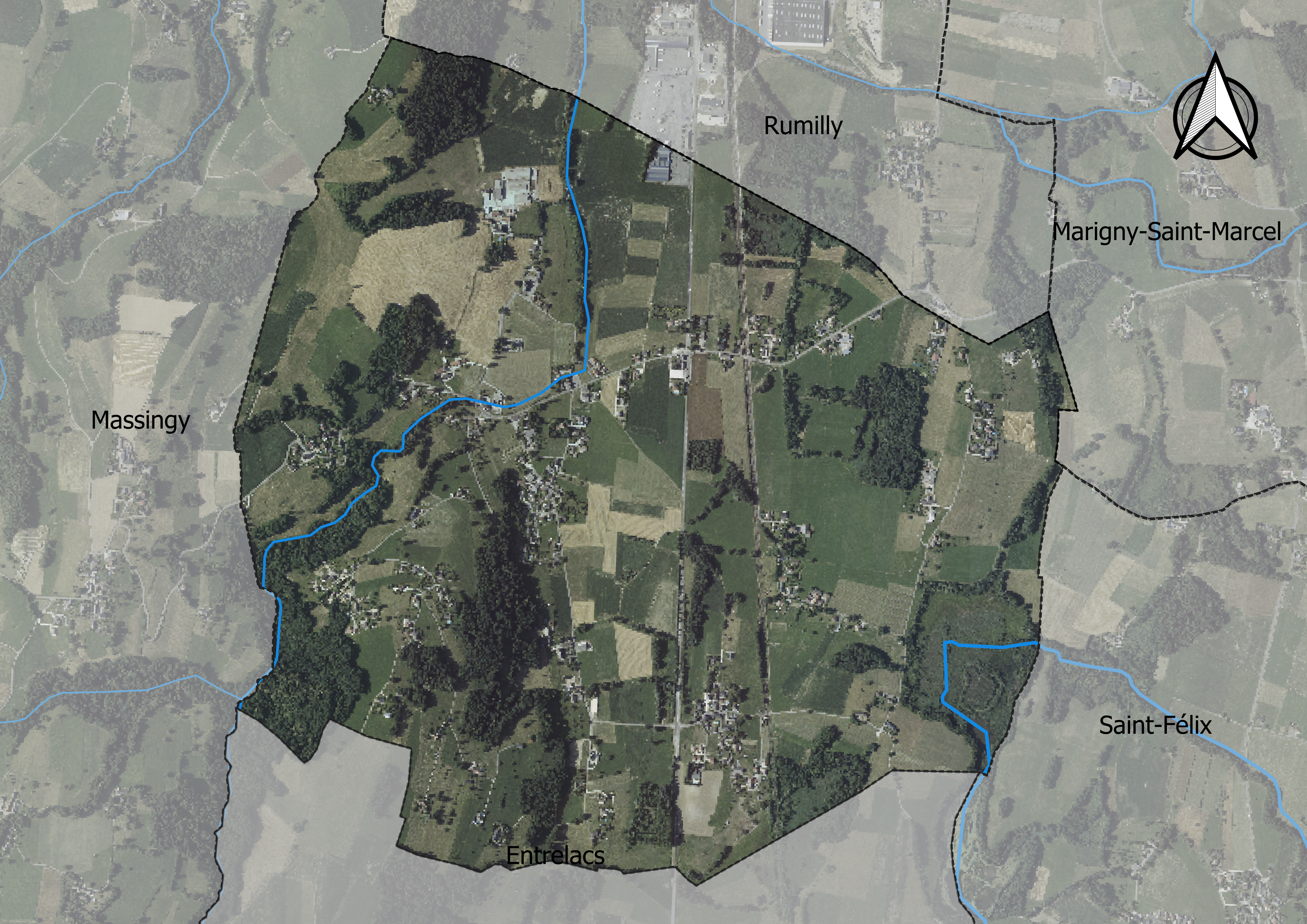
Carte orthophotogrammétrique de la commune.

## Toponymie
En francoprovençal, le nom de la commune s'écrit Blèyi, selon la graphie de Conflans.

## Histoire
Au XVIIe siècle, la paroisse dépend de deux baronnies, Salagine et Saint-Marcel.

## Politique et administration
| Période                                  | Période   | Identité        | Étiquette | Qualité |
| ---------------------------------------- | --------- | --------------- | --------- | ------- |
| avant 1995                               | ?         | Yves de Mouxy   | DVD       |         |
| mars 2001                                | mars 2008 | Marcel Peillat  | SE        | ...     |
| mars 2008                                | En cours  | Philippe Hector | DVD       |         |
| Les données manquantes sont à compléter. |           |                 |           |         |

Elle fait partie de la communauté de communes Rumilly Terre de Savoie.

## Démographie
L'évolution du nombre d'habitants est connue à travers les recensements de la population effectués dans la commune depuis 1793. Pour les communes de moins de 10 000 habitants, une enquête de recensement portant sur toute la population est réalisée tous les cinq ans, les populations de référence des années intermédiaires étant quant à elles estimées par interpolation ou extrapolation. Pour la commune, le premier recensement exhaustif entrant dans le cadre du nouveau dispositif a été réalisé en 2004.

En 2022, la commune comptait 565 habitants, en évolution de −8,43 % par rapport à 2016 (Haute-Savoie : +6,01 %, France hors Mayotte : +2,11 %).
| 1793 | 1800 | 1806 | 1822 | 1838 | 1848 | 1858 | 1861 | 1866 |
| ---- | ---- | ---- | ---- | ---- | ---- | ---- | ---- | ---- |
| 153  | 266  | 263  | 330  | 464  | 489  | 478  | 523  | 540  |

| 1872 | 1876 | 1881 | 1886 | 1891 | 1896 | 1901 | 1906 | 1911 |
| ---- | ---- | ---- | ---- | ---- | ---- | ---- | ---- | ---- |
| 552  | 520  | 489  | 479  | 493  | 469  | 459  | 449  | 434  |

| 1921 | 1926 | 1931 | 1936 | 1946 | 1954 | 1962 | 1968 | 1975 |
| ---- | ---- | ---- | ---- | ---- | ---- | ---- | ---- | ---- |
| 395  | 406  | 403  | 353  | 361  | 333  | 323  | 321  | 294  |

| 1982 | 1990 | 1999 | 2004 | 2006 | 2009 | 2014 | 2019 | 2022 |
| ---- | ---- | ---- | ---- | ---- | ---- | ---- | ---- | ---- |
| 354  | 414  | 428  | 463  | 482  | 523  | 599  | 592  | 565  |

## Économie
- La ferme de Salagine est un élevage de lamas.

## Culture et patrimoine

### Lieux et monuments

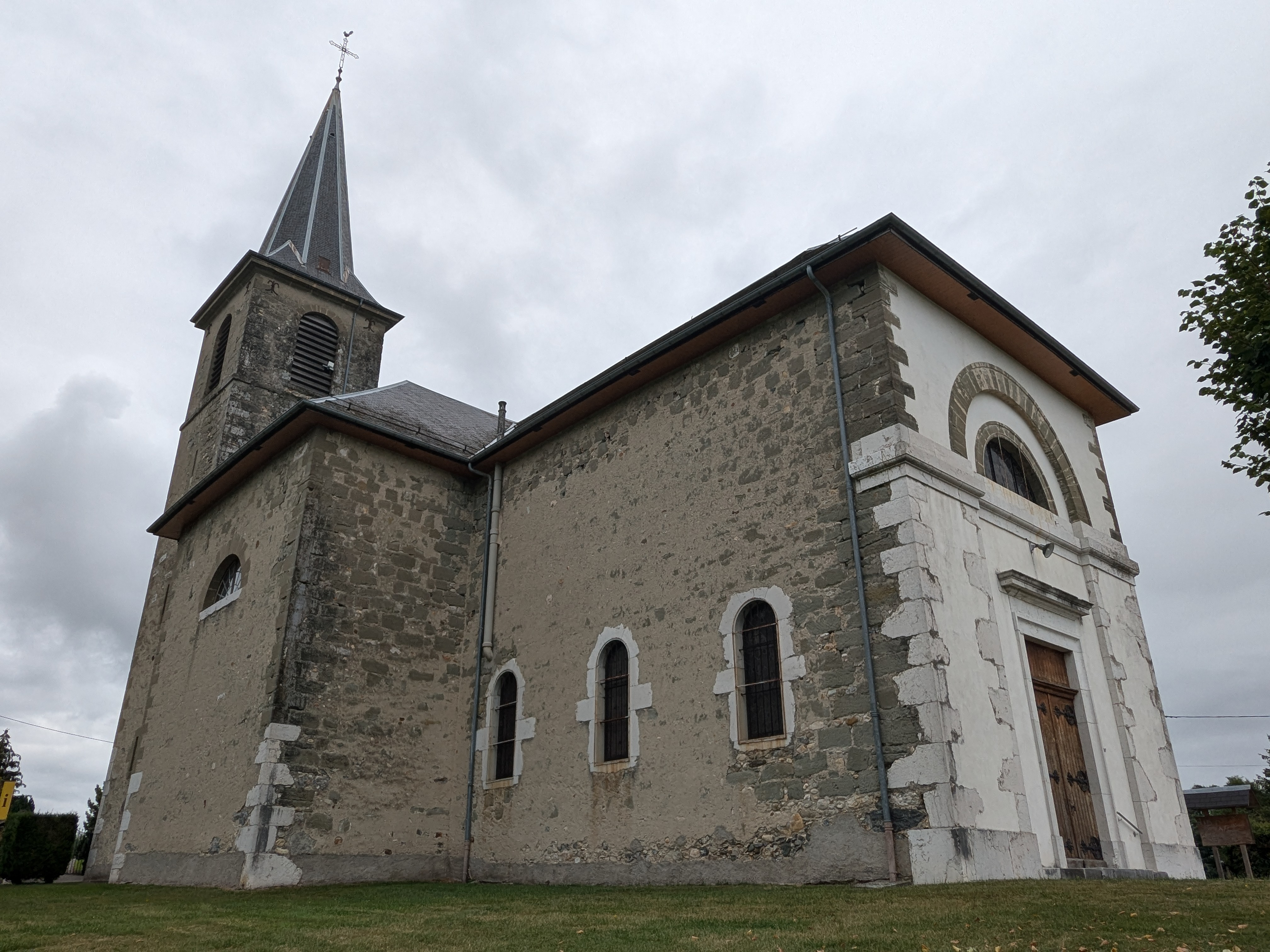
Église Saint-Maurice

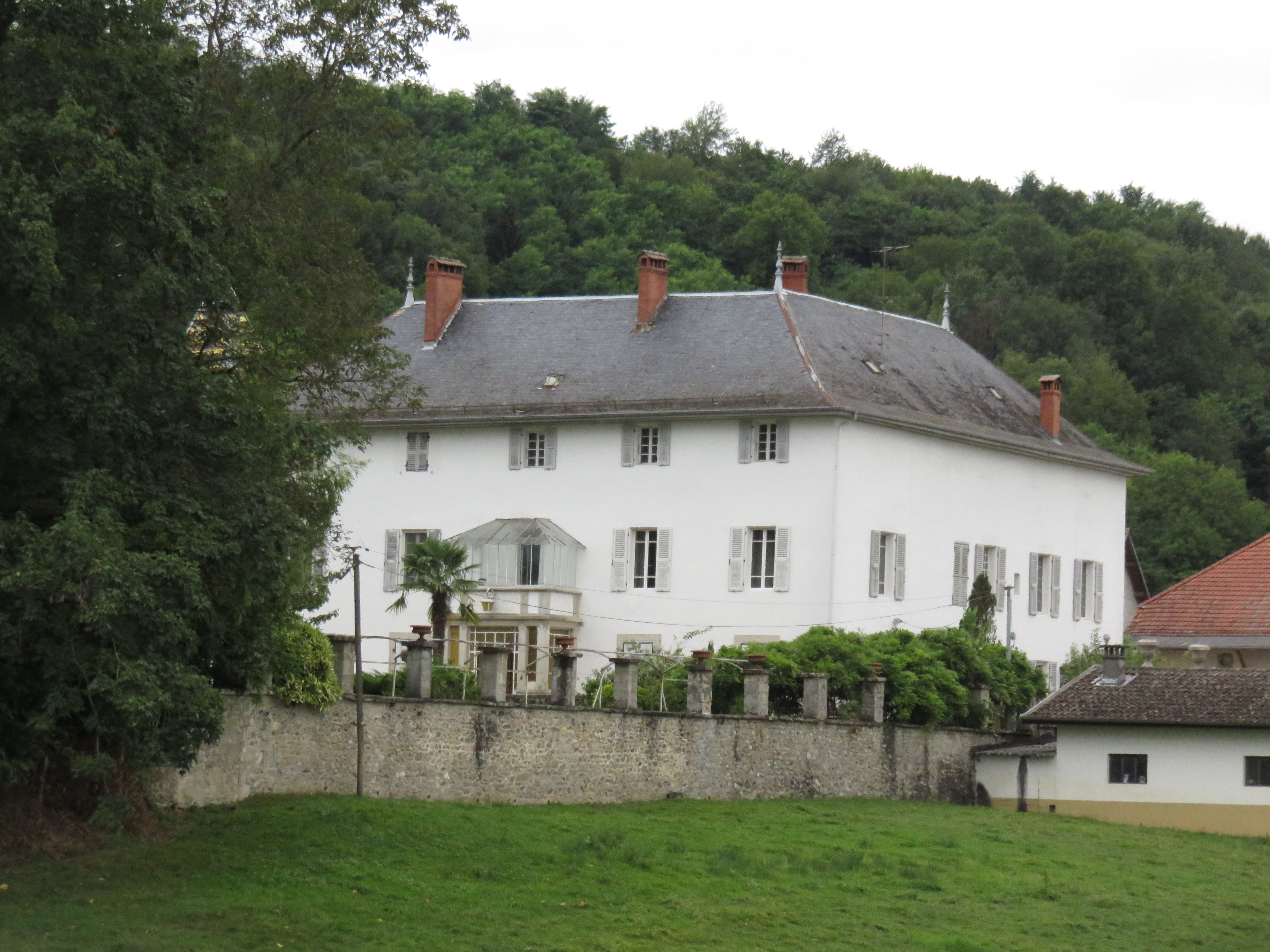
Le château de Conzié.

- Château de Salagine[21] : XIVe siècle ; détruit en 1776, il fut la possession des familles de : Cussieu, Candie, Beaufort, Pésieu, Rochette et Tiollier.
- Château de Conzié[22] : XIIe siècle.
- Église Saint-Maurice, construite entre 1850 et 1855[23].

### Personnalités liées à la commune
- Maison de Conzié, une des plus anciennes familles nobles de Savoie.

## Héraldique
| Blason de Bloye | Blason  | Parti: au 1er cinq points d'or équipollés à quatre points d'azur, au 2e d'azur à l'épi de blé d'or; le tout sommé d'un chef de gueules à la croix d'argent. |
| Blason de Bloye | Détails | Le statut officiel du blason reste à déterminer. |